# Marcos Pérez Jiménez
Marcos Pérez Jiménez (Michelena, 25 aprile 1914 – Madrid, 20 settembre 2001) è stato un politico e generale venezuelano.
Pérez Jiménez è stato un dittatore venezuelano che ha servito come presidente de facto del Venezuela dal 2 dicembre 1952 fino al 23 gennaio 1958, quando fu rovesciato da un colpo di stato compiuto da settori insoddisfatti delle Forze Armate venezuelane e della popolazione, in seguito a massicce manifestazioni contro le politiche repressive esistenti durante il suo mandato. Iniziando la carriera militare nel 1931, raggiunse il grado di generale di divisione dell'esercito venezuelano. 
Studiò all'accademia militare, laureandosi con il massimo dei voti nel 1934, e nel 1945 partecipò ad un colpo di Stato che mandò al potere il partito di sinistra Azione Democratica diventando Ministro della Difesa del nuovo governo. I timori di tagli di stipendio per i militari e la riduzione degli armamenti (e dei loro costi) portarono l'esercito - guidato da Pérez Jiménez e dal colonnello Carlos Delgado Chalbaud - ad un altro colpo di Stato nel 1948.
Delgado Chalbaud venne assassinato nel 1952 e la giunta militare elesse come nuovo presidente del Venezuela lo stesso Pérez Jiménez; l'economia si sviluppò rapidamente durante il suo mandato, ma come la maggior parte dei dittatori, non fu tollerante alle critiche e il suo governo non esitò a perseguitare spietatamente l'opposizione. Nel gennaio 1958 una sollevazione generale, con violenti disordini nelle strade, lo costrinse a lasciare il paese. Morì a Madrid, in esilio, all'età di 87 anni.

### Onorificenze straniere

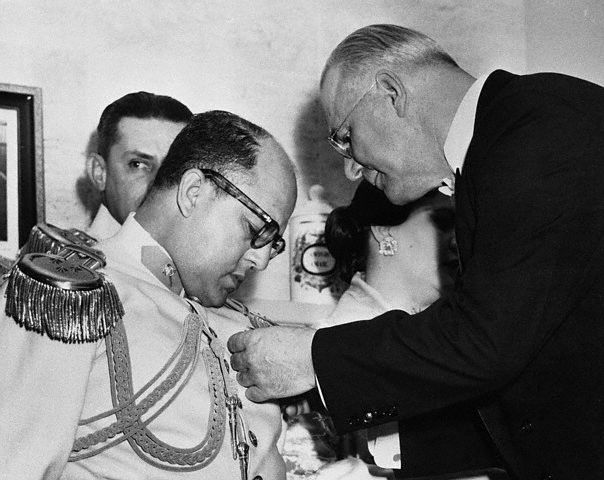